# Poveglia
Poveglia (włoska wymowa: [po’veʎʎa]) – mała wyspa położona pomiędzy Wenecją a Lido w Lagunie Weneckiej w północnych Włoszech (Prowincja Wenecja). Mały kanał dzieli wyspę na dwie odrębne części.

## Historia
Wyspa została pierwszy raz wspomniana w kronikach z 421 roku, kiedy ludzie z Padwy i Este uciekali przed inwazjami barbarzyńców. W IX wieku populacja wyspy zaczęła rosnąć, a w następnych stuleciach jej znaczenie stale rosło. Jednak gdy w 1379 r. Wenecja została zaatakowana przez flotę genueńską, ludzie z Poveglii zostali przeniesieni do Giudecca.
Wyspa pozostała niezamieszkana w kolejnych stuleciach; w 1527 r. doża ofiarował wyspę mnichom z Camaldolese, którzy odmówili przyjęcia oferty. Od 1645 r. rząd wenecki zbudował pięć ośmiokątnych fortów, aby chronić i kontrolować wejścia do laguny. Ośmiokąt Poveglia jest jednym z czterech przetrwałych.
W 1776 roku wyspa znalazła się pod jurysdykcją Magistrato alla Sanità (Urząd Zdrowia Publicznego) i stała się punktem kontrolnym dla wszystkich towarów i osób przybywających do Wenecji statkiem. W 1793 r. wystąpiło kilka przypadków plagi dżumy na statkach, w wyniku czego wyspa została przekształcona w tymczasowe więzienie dla chorych (Lazaretto); rola ta stała się trwała w 1805 roku, pod rządami Napoleona Bonaparte, który zniszczył także kościół San Vitale, a stara dzwonnica została przekształcona w latarnię morską. Lazaretto zostało zamknięte w 1814 roku.
W XX wieku wyspa była ponownie wykorzystywana jako stacja kwarantannowa, ale w 1922 r. istniejące budynki przekształcono w azyl dla osób chorych psychicznie i długotrwale. Po roku 1968, kiedy szpital został zamknięty, wyspa była krótko wykorzystywana do celów rolniczych, a następnie została całkowicie opuszczona.
Wkrótce po otwarciu szpitala wyszło na jaw, że w jego dzwonnicy przeprowadzane były brutalne eksperymenty na chorych, porównywane później raczej do tortur niż do form skutecznej terapii. Lekarz odpowiedzialny za ten proceder wkrótce sam postradał zmysły. Twierdził, że widuje duchy nie tylko ofiar dżumy, ale i torturowanych przez siebie pacjentów. Nie dając sobie rady z tymi doznaniami, doktor wyskoczył podobno z okna dzwonnicy.

## Nawiązania
Na Poveglii Maciej Kur i Roman Pietraszko zlokalizowali fabułę komiksu pt. Żyjesz?.
Przebieg wydarzeń jednego z opowiadań z cyklu o doktorze Pawle Skórzewskim, zatytułowanego Duchy Poveglii, pochodzącego ze zbioru opowiadań pt. Przyjaciel człowieka, umieścił na wyspie także Andrzej Pilipiuk. Jego akcja dzieje się w maju 1938 roku. Główny bohater, emerytowany już w tym czasie lekarz z wieloletnim doświadczeniem z wieloma przypadkami szczególnymi, zwiedzając Wenecję turystycznie, w wyniku zdarzeń, czuje się w obowiązku stanąć w opozycji wobec prób "leczenia" pacjentów szpitala psychiatrycznego na wyspie wątpliwą i niebezpieczną, w jego ocenie, metodą leukotomii, którą praktykuje i entuzjastycznie propaguje młody lekarz, dyrektor szpitala, Carlo Zeno - nazwany przez autora tak samo, co żyjący na przełomie wieków XIV i XV, słynny admirał floty weneckiej i bohater czwartej wojny z Genuą, co miało wskazywać na jego pochodzenie wprost z tego starego weneckiego rodu. Autor nieco odmiennie wyjaśnia również przyczynę śmierci samego lekarza w wyniku upadku z dawnej dzwonnicy i wplata w akcję legendy dotyczące pojawiających się na wyspie wizji dawnych ofiar dżumy. Kontekst historyczny czasu akcji również nie został pominięty w opisie realiów ówczesnych Włoch pod rządami faszystów Mussoliniego i roli tzw. czarnych koszul oraz ich wpływu na rozwiązanie sprawy.